# Selenia (insecto)
Selenia es un género de polillas de la familia Geometridae descrito por Jacob Hübner en 1823. En 1999, había alrededor de 24 especies en el género.
Los machos tienen antenas pectinadas y las hembras tienen antenas simples.

## Especies
- Selenia alciphearia Walker, 1860
- Selenia cacocore Dyar, 1918
- Selenia dentaria (Fabricius, 1775)
- Selenia eucore Dyar, 1918
- Selenia gynaecon Dyar, 1918
- Selenia kentaria (Grote & Robinson, 1867)
- Selenia lunularia (Hübner, 1788)
- Selenia sordida (Leech, 1897)
- Selenia tetralunaria (Hufnagel, 1767)